# Видобувний гірничий комбайн

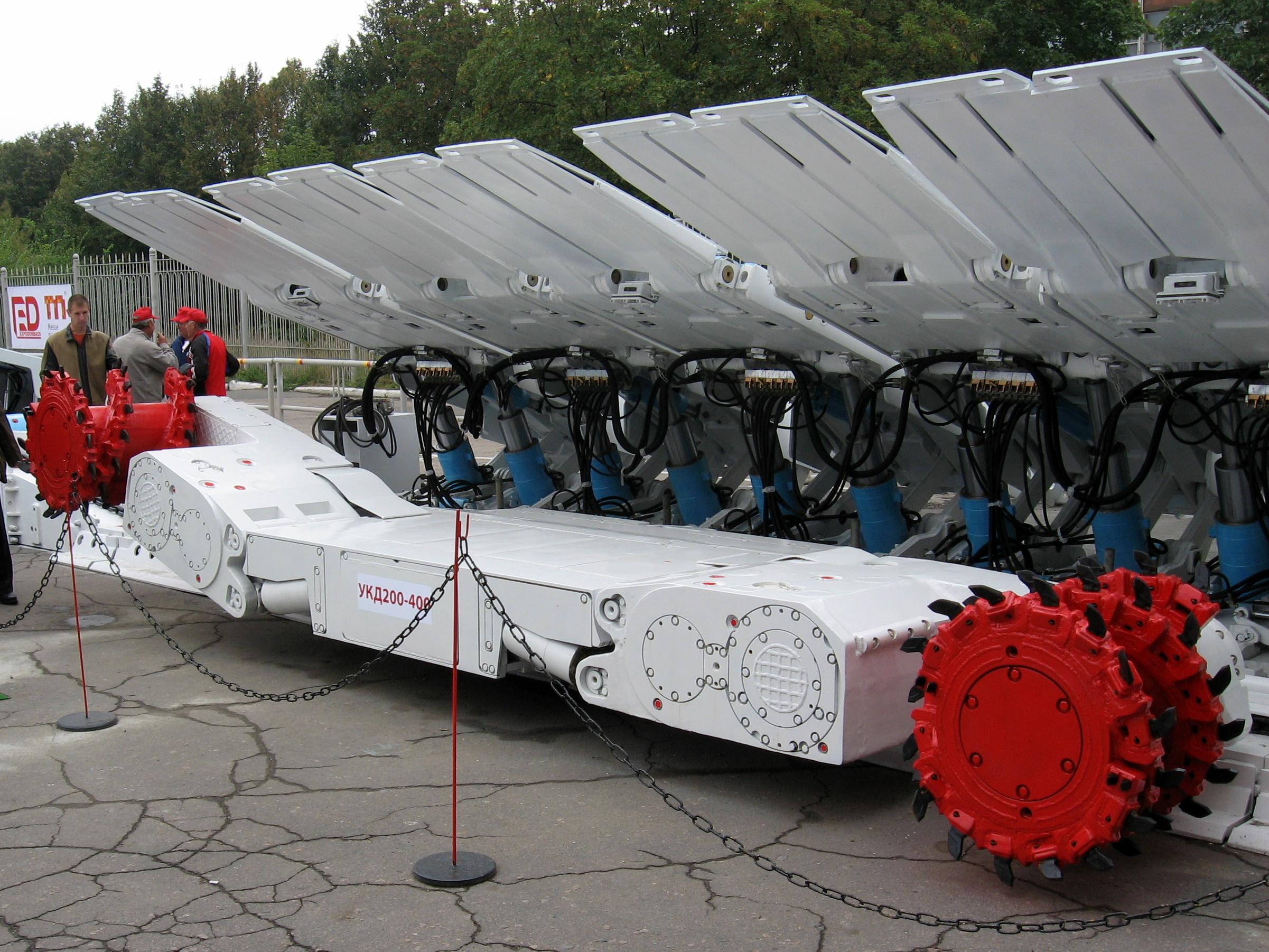
Вузькозахватний очисний комбайн УКД200-400 (на передньому плані)

Видобувний гірничий комбайн (очисний комбайн) — комбінована гірнича машина, яка одночасно виконує операції руйнування пласта корисної копалини та навантаження відбитої маси на конвеєр.

## Історія

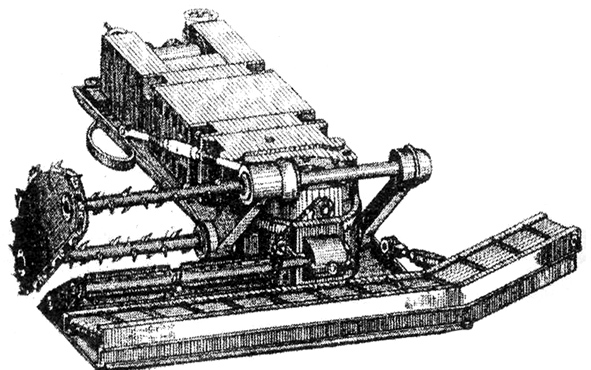
Перший у світі очисний комбайн українських інженерів (О. І. Бахмутський, В. Г. Яцкіх, Г. І. Роменський)(30-і роки XX ст.)

Серед здобутків вітчизняного гірництва слід відзначити розроблені на Луганщині та успішно випробувані на шахтах Донбасу (30-і роки XX ст.) перші у світі очисні комбайни (О. І. Бахмутський, В. Г. Яцкіх, Г. І. Роменський).

## Сучасні видобувні комбайни

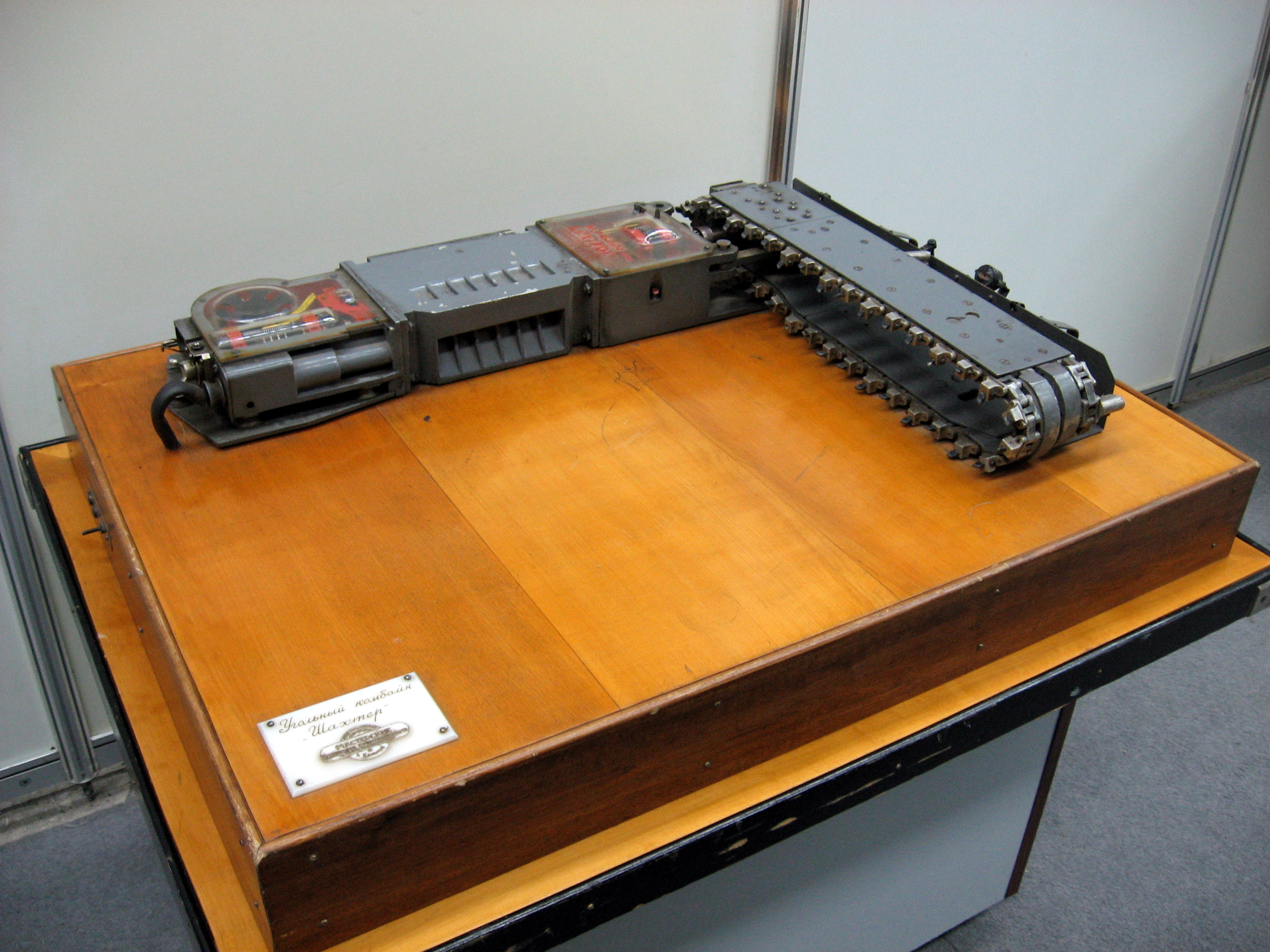
Модель широкозахватного очисного комбайна

- широкозахватний (ширина робочого органу 1,0-1,8 м),
- вузькозахватний (ширина робочого органу до 1,0 м),
- фланговий,
- фронтальний,
- з однобічною, двобічною та човниковою схемою роботи,
- з канатною та ланцюговою системою переміщення,
- з безланцюговою системою переміщення,
- з переміщенням по підошві пласта,
- комбайн, який працює з рами конвеєра,
- з баровим, барабанним, дисковим, корончастим, буровим, шнековим та комбінованим робочим органом.

Основні складові частини видобувного комбайну: механізм подачі комбайна, тяговий орган, різальний робочий орган, привод, бар, розштибовувач, система пилепридушення. Основні схеми роботи очисних комбайнів наведені на рис.
Країнами-лідерами у проектуванні і виготовленні видобувних гірничих комбайнів є Україна, Велика Британія, Росія, Польща, Німеччина, КНР. На сучасних шахтах використовують здебільшого двошнекові комбайни із симетрично розміщеними по кінцях корпусу шнеками. Зростає енергооснащеність комбайнів — до 6000 кВт.
В останні роки в Україні одержали поширення видобувні комбайни уніфікованих лінійок - РКУ, УКД, КДК. Основні вітчизняні виробники видобувних комбайнів — Горлівський машинобудівний завод (Corum Group) та НКМЗ. Corum Group випускає комбайни CLS550P, CLS450, КДК500, КА200. Лінійка цих вузькозахватних комбайнів дозволяє розробляти пласти товщиною від 0,85 до 3,2 м з максимальною швидкістю подавання до 20 м/хв і продуктивністю від 5 до 24 т/хв. Новокраматорський машинобудівний завод випускає комбайни УКН-400 та УКД-200 для виймання пластів товщиною від 0,8 до 1,5 м (розробки «Донецькдіпровуглемаша»).

## Галерея

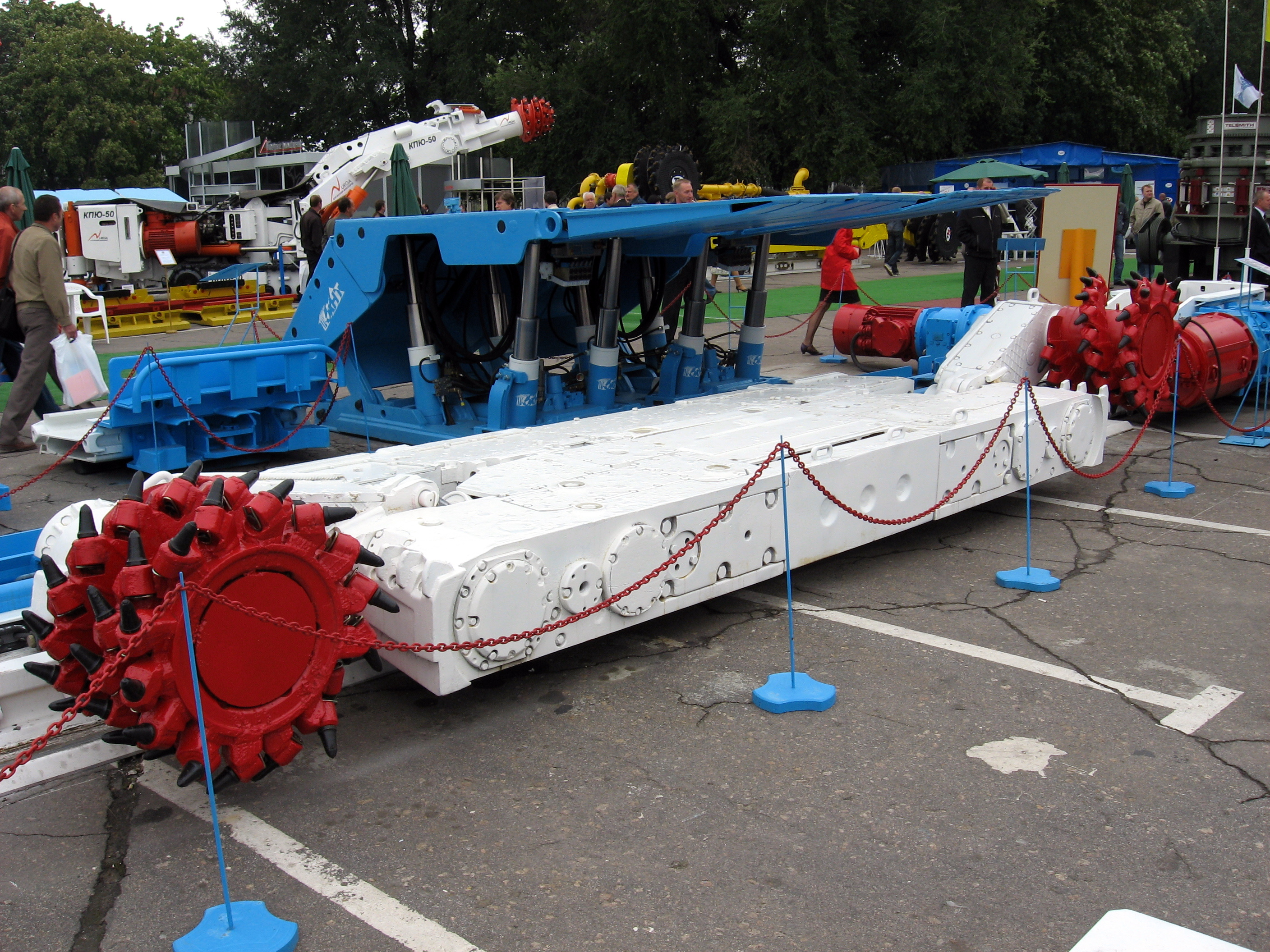
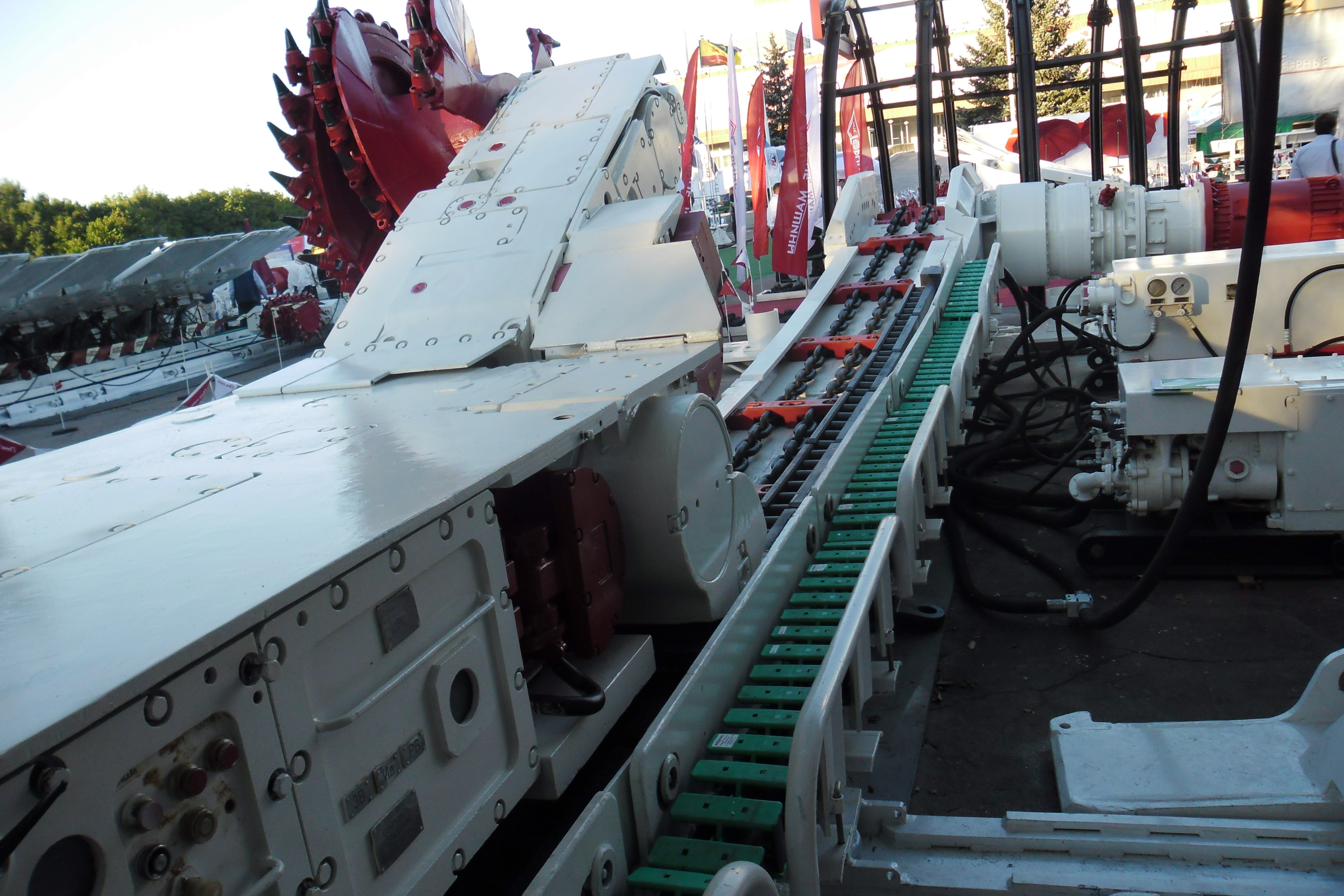
Комбайн на ставі скребкового конфеєра
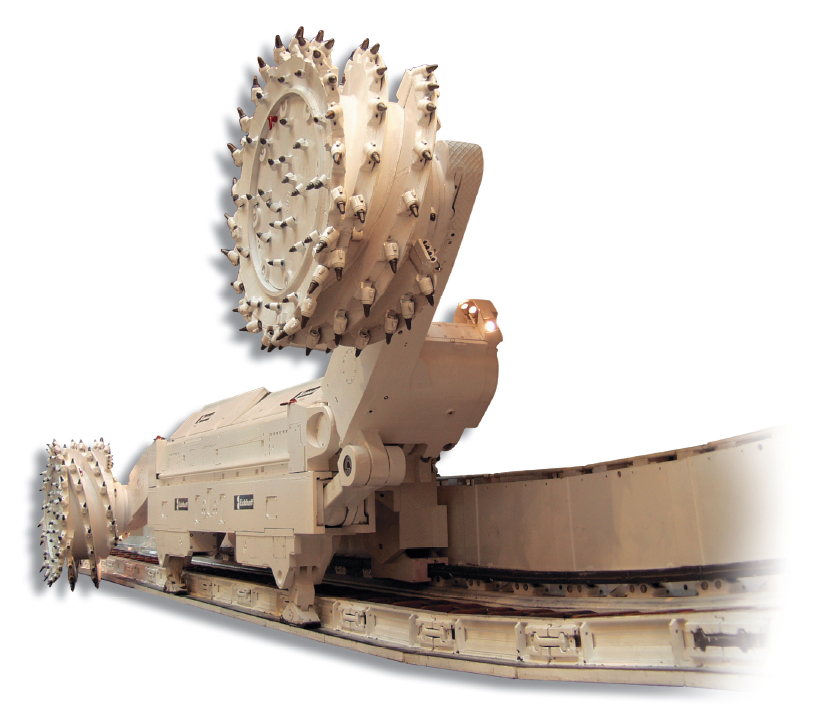
Комбайн для потужних пластів
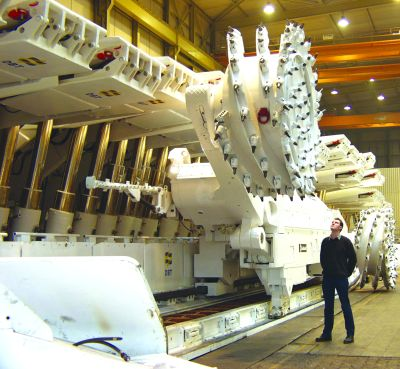
Комбайн для потужних пластів
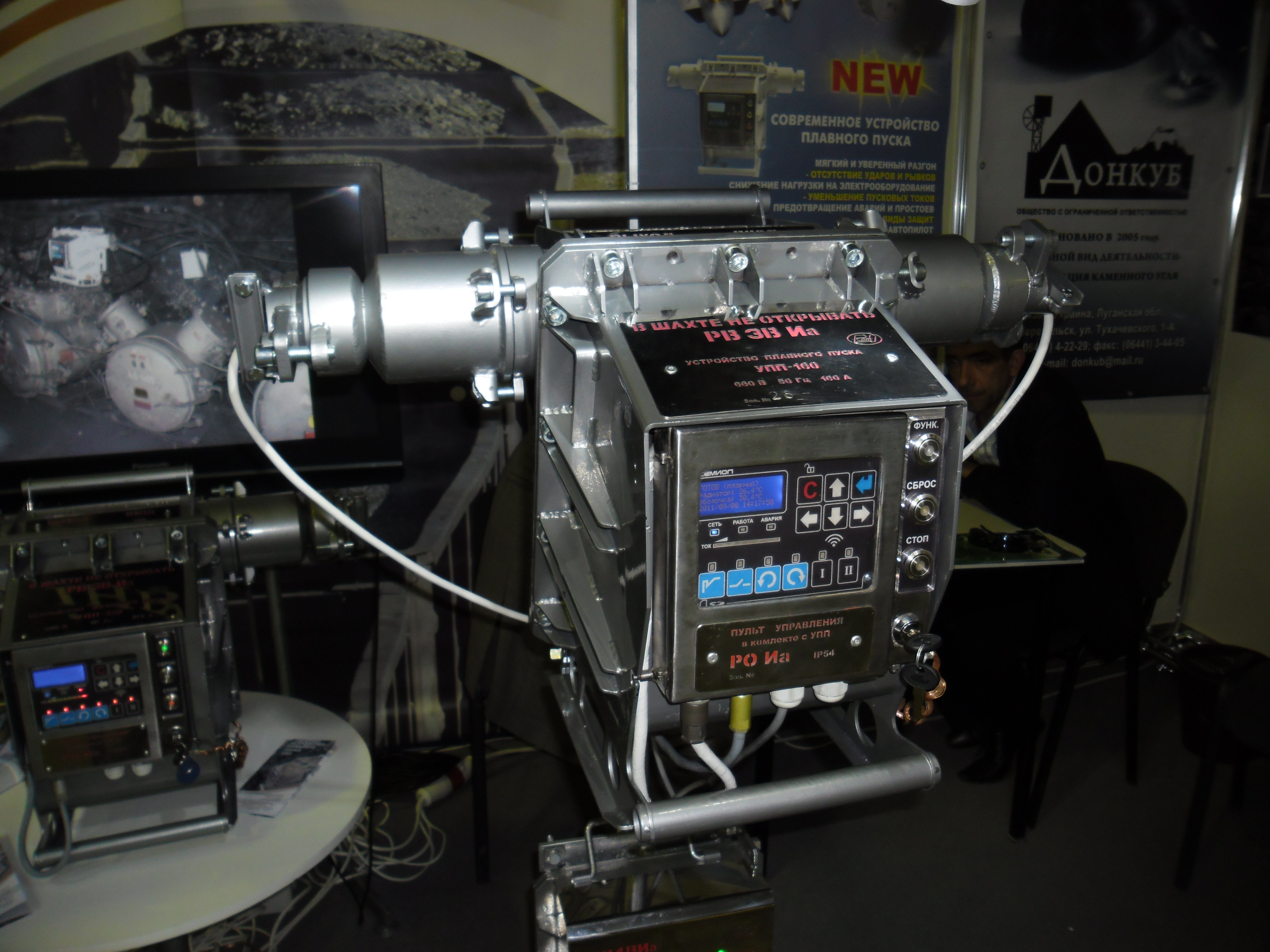
Пульт управління комбайном

## Шнековий виконавчий орган гірничого комбайну

Більшість конструкцій вузькозахватних сучасних очисних комбайнів, призначених для виїмки вугільних пластів із кутами падіння 0-35°, мають виконавчі органи у вигляді шнеків з різцями.
Шнек забезпечує в складі очисних комбайнів функції відділення вугілля від масиву й навантаження відділеної гірничої маси на вибійний конвеєр. Складається (рис. 1) з корпусу 1 з лобовиною 3 і спіральними лопатями 2, що переміщують гірничу масу в осьовому напрямку на конвеєр. До лопатей і лобовини кріпляться тримачі 4 різців, несучі різці. З боку вибою шнек закривається знімною кришкою 5. Самозарубні шнеки на торці лобовини несуть різці, що розміщуються в гніздах 6. Вони забезпечують впровадження виконавчого органу в масив при самозарубці. Для евакуації гірничої маси при виконанні самозарубки на лобовині є вікна 7. На рис. 2 представлена можлива схема обробки вибою з вийманою товщиною Нр комбайном із двома шнеками номінального діаметра Ді. Тут також позначені: Vп — швидкість подачі, nоб — частота обертання шнеків, Н1 і Н2 — висоти пачок вугілля, що виймаються шнеками. Для поліпшення якості навантаження відбитого вугілля застосовують вантажні щити.
Шнекові органи прості конструктивно, мають високий ККД, забезпечують човникову схему роботи й можливість самозарубки, добре пристосовані до відробки границі «вугілля — вмісні породи». Вони є найбільш поширеними виконавчими органами для очисних комбайнів.

Діаметр шнеків у очисних комбайнів — від 0,6 до 3,0 м, ширина захвату — від 0,5 до 1,0 м.

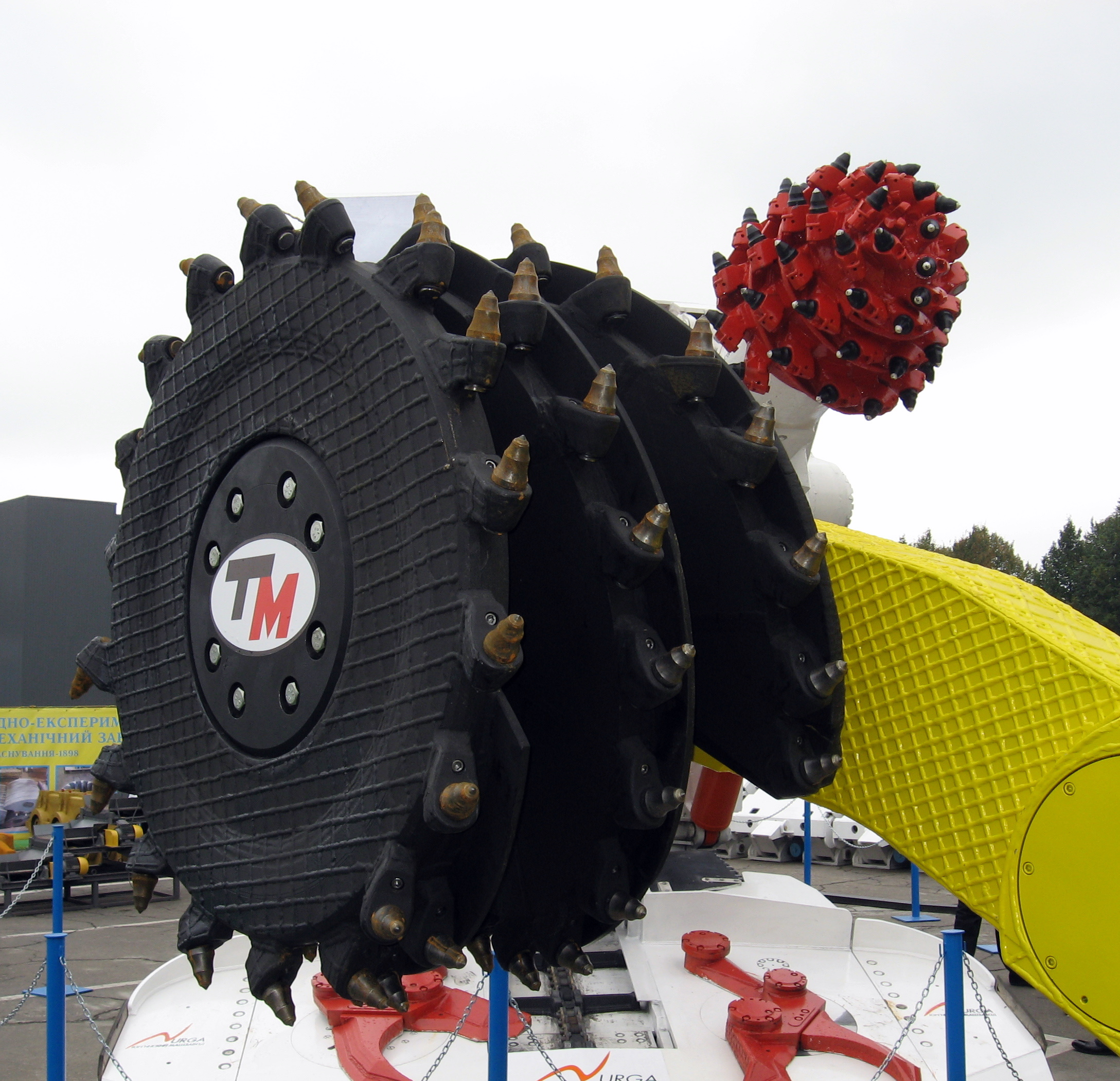
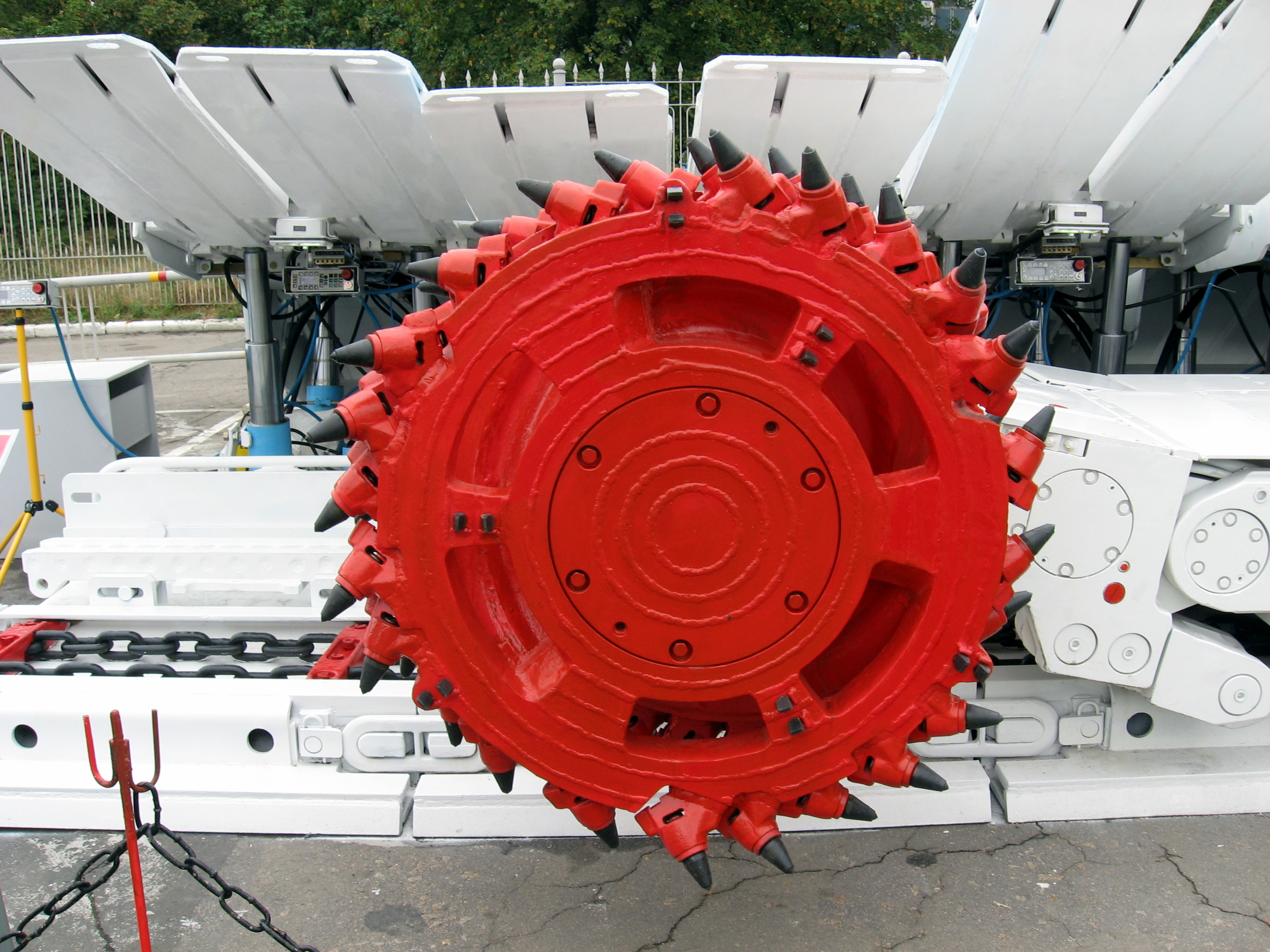
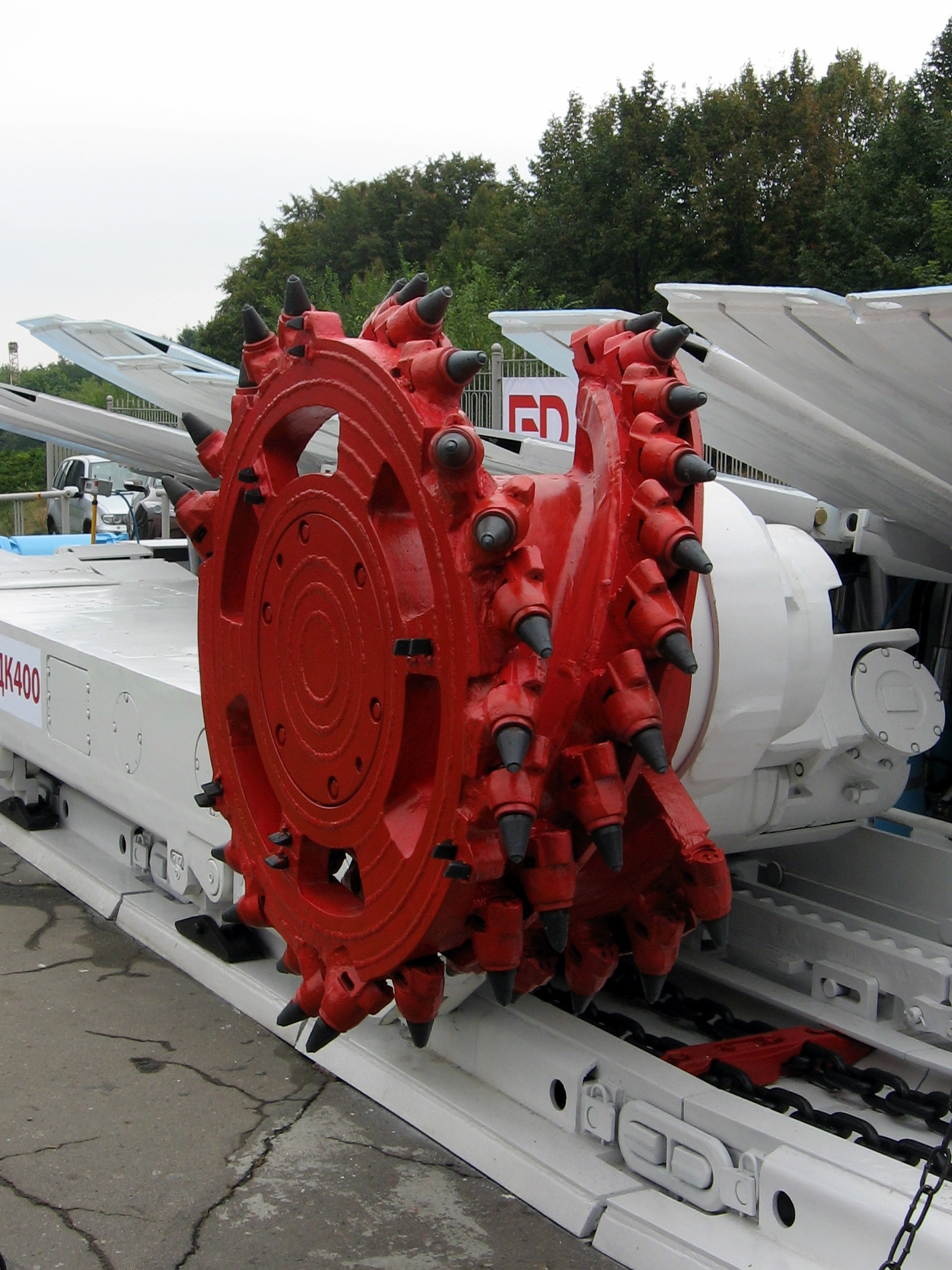